# 維多利亞縣

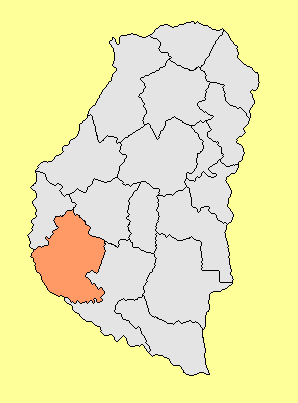

32°37′18″S 60°09′28″W / 32.62167°S 60.15778°W
維多利亞縣（西班牙語：Departamento Victoria），是阿根廷的縣份，位於該國東北部恩特雷里奧斯省，首府設於維多利亞，始建於1810年5月13日，面積6,822平方公里，2010年人口35,767，人口密度每平方公里5.24人。